# Рабовер, Илья Борисович
Илья Борисович Рабовер (9 января 1921, Кишинёв — 6 февраля 2005, Москва) — молдавский советский сценарист, литератор, переводчик.

## Биография
Участник Великой Отечественной войны, старший лейтенант; в 1943—1950 годах служил в Сталинградском лагере для военнопленных (98 МВД, 163 МВД, 362 МВД).
Окончил Кишинёвский университет. В 1950 году начал работать на Молдавском государственном телевидении. Автор сценариев ряда документальных, телевизионных и научно-популярных фильмов молдавского комитета по телерадиовещанию и киностудии Молдова-филм. Член Союза кинематографистов Молдавии (1965).
Переводил технические монографии по агрономии на молдавский язык. Работал редактором в издательстве «Картя молдовеняскэ». После переезда в Москву работал на ЦСДФ. Сотрудничал с журналом «Банковское дело» и другими периодическими изданиями.
Илья Рабовер — автор книг «Строки времени. 44 стихотворения» (М.: Алес, 1996), «Назад к Гиппократу! Улыбнитесь!» (М.: Новое время, 1998).

## Семья
Брат, Яков Борисович Рабовер (1925—1944), погиб на фронте.
Сыновья:
- Математик Владимир Ильич Рабовер (род. 1948), научный сотрудник лаборатории Математические методы системного моделирования Института системного анализа РАН, автор монографий «Выпуклые разбиения фазового пространства и агрегирование динамических систем» (1988), «Комбинаторные конструкции продолжения струй» (2002), «О суммах и пересечениях гладких распределений» (2006), «Алгебра и комбинаторика в теории гладких продолжений» (2014).
- Информатик Юрий Ильич Рабовер (род. 1957), научный сотрудник Института проблем информатики РАН, соавтор справочника «Мобильная операционная система» (1991), монографии «Методика построения, переноса и тестирования мобильных программных средств» (1989); предприниматель, сооснователь VMTurbo; живёт в Сан-Франциско[7].

## Фильмография
- 1950 — «Домик в Кишинёве» (документальный фильм);
- 1956 — «XXX сессия интервидения» (телевизионный документальный фильм);
- 1963 — «Стержень золотого початка» (научно-популярный фильм);
- 1963 — «Учёба и труд связаны воедино» (научно-популярный фильм);
- 1964 — «Семеноводство люцерны» (научно-популярный фильм);
- 1964 — «Автографы» (документальный фильм);
- 1964 — «У нас в Семёновке» (документальный фильм);
- 1967 — «Приятного аппетита» (документальный фильм);
- 1967 — «Берегите землю от эрозии» (научно-популярный фильм);
- 1967 — «Трынта» (документальный фильм);
- 1969 — «Вашим, товарищи, сердцем и именем» (телевизионный документальный фильм);
- 1971 — «Бригадир» (документальный фильм);
- 1971 — «Межколхозные фабрики мяса» (научно-популярный фильм);
- 1972 — «Промышленные сады нового типа» (научно-популярный фильм);
- 1973 — «Межколхозная кооперация в действии» (научно-популярный фильм);
- 1977 — «Антон Завадский» (документальный фильм);
- 1979 — «Каменное терпение» (Устурич, № 4);
- 1981 — «Будни моего поколения» (телевизионный документальный фильм)[8];
- 1987 — «Выигрыш вручает чемпион» (ЦСДФ).

## Публикации
- Колхоз имени Ленина, Тираспольского района. Председатель колхоза, Герой Соц. Труда Д. Мищенко. Записал И. Рабовер. На русском и молдавском языках. Кишинёв: Госиздат Молдавии, 1958.
- Каждый год высокие урожаи кукурузы. Кишинёв: Издательство сельскохозяйственной литературы МСХ МССР, 1962.
- Подружился с водкой — распростись с разумом (с Х. Я. Зинганом и А. И. Кеслером). Кишинёв: Картя молдовеняскэ, 1971.
- Нет крепче сплава. Кишинёв: Картя Молдовеняскэ,1979.
- Строки времени. 44 стихотворения. М.: Алес, 1996.
- Назад к Гиппократу! Улыбнитесь! (разговоры, рассказы, рецепты, рифмы, рисунки). М.: Новое время, 1998.